# 努拉吉

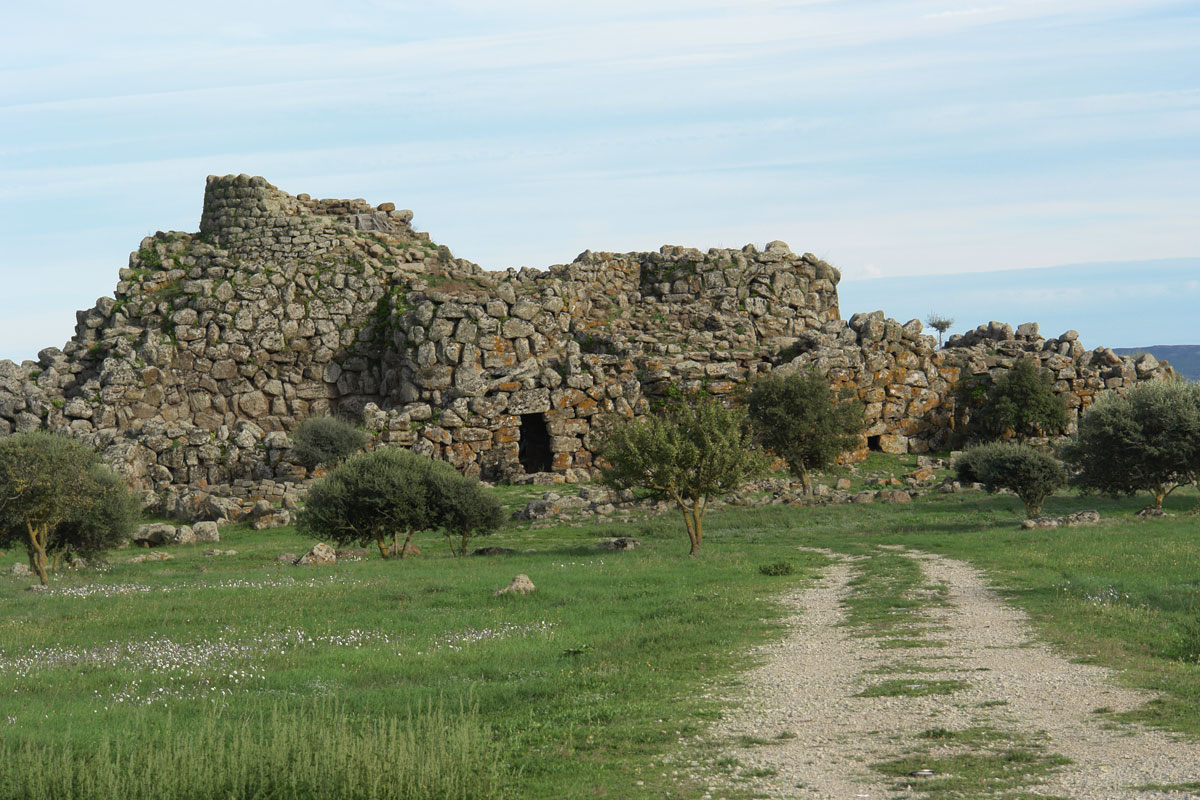
撒丁岛上的其中一处努拉吉遗迹

努拉吉（意大利语：nuraghe（单数）/nuraghi（复数）, 撒丁语:nuraxi(单数）/nuraghes（复数）），也译作“努拉盖”、“努拉给”、“努拉格”等。“努拉吉”是用石块垒成的平顶圆锥状建筑形制，由史前时代撒丁岛上的努拉吉人所建，隶属于努拉吉文化，并仅存于撒丁岛地区，目前约有超过7000座。
大多数的“努拉吉”很小，被认为是早期居民居住的房屋；相对较大的“努拉吉”建筑群被认为是用作防御的堡垒和祭祀的圣殿。

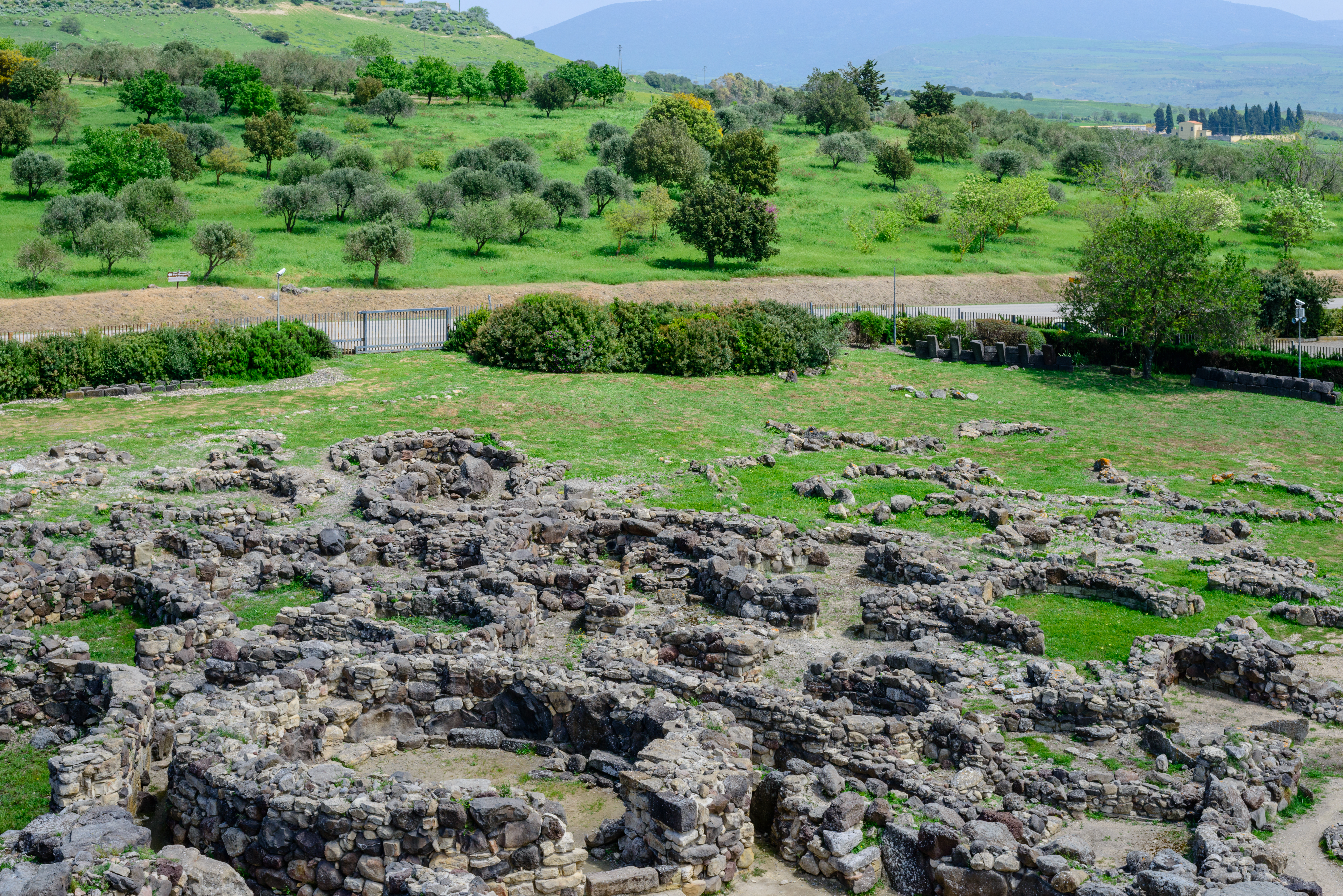
巴鲁米尼的努拉吉

巴鲁米尼的努拉吉——“努拉喜（Su Nuraxi ）”是迄今为止已知的诸多努拉吉遗迹中保存最为完好的一座。1997年，该处努拉吉遗迹成为意大利撒丁岛唯一一处被列入联合国教科文组织世界文化遗产的古迹。

## 努拉吉的功能
努拉吉的實際功能目前仍是未知的，發現努拉吉的考古學家Giovanni Lilliu認為努拉吉是堡壘，但是其他的考古學家認為努拉吉最古老的部分是用于宗教用途的，他可能是一個避難所，也可能是議會，但是其它部分則可能是軍事用途的，或者是倉庫。

## 努拉吉的結構

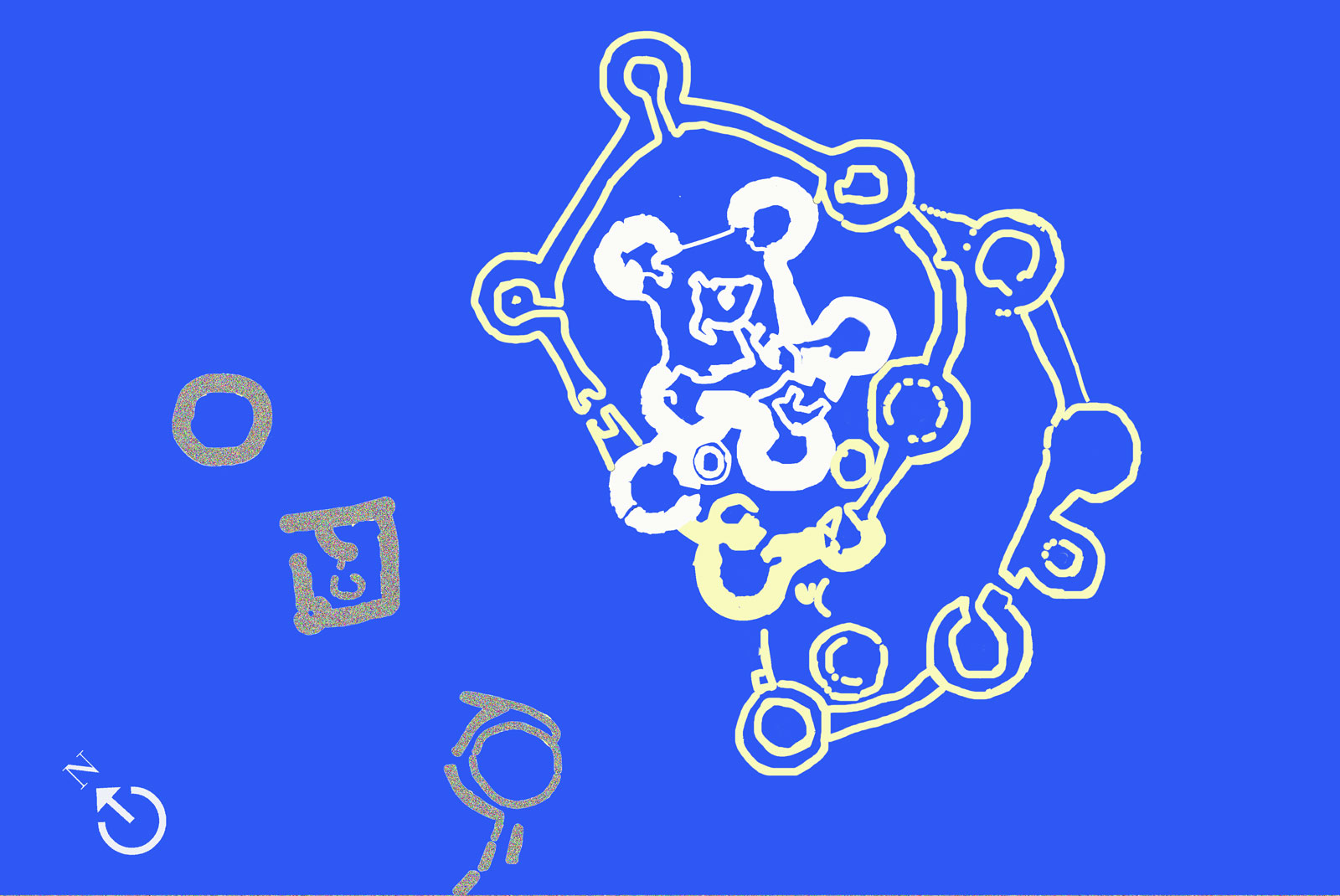
某努拉吉俯瞰视角轮廓图

努拉吉最古老的部分是有三個房間的中央塔(18.6公尺高)，這個中央塔是在西元前1700年用玄武岩製成的，到了青銅時代，才加入了其周圍的四個塔，在這四個塔中間有一個天井，裡面有一個水井。 努拉吉外頭的聚落 此聚落的發展是從青銅時代開始的，有五十個小屋，這些小屋的屋頂成椎狀，是木製的，牆壁則是由乾石頭組成，非常厚，這些小屋環繞著努拉吉排列，早期，這些小屋聚集在一起形成一個居住單位，然之後，這些小屋則分開各成一個獨立的單位，最大的屋子推論是當時首領們開會的地方，不但空間較大，其內部結構也較複雜，裡面有一些當地信仰的宗教符號，其他的屋子可能是一些廚房、工作房、或是處理農作物的地方。 這個聚落在西元前6世紀的時候被破壞了，之後被迦太基人修復，但之後又被羅馬人佔領，羅馬人離開後，沒有人再佔領過這個地方。

## 考古挖掘
在考古學家Giovanni Lilliu的帶領下，努拉吉考古據點的古蹟在1950至1957年間被全部開挖出來，從努拉吉的挖掘工程中，考古學家們發現這個建築物的建造過程是有分階段的，故整個努拉吉建築從西元前一世紀到羅馬時代都是”充滿生氣的”。 除了建築外，他們還挖到了一些工具、武器、陶器和裝飾品。 這個考古據點對理解薩丁島歷史非常重要：今日薩丁島史前的年表(chronology)很大一部分是因為Su Nuraxi的發現才能被完整寫出，Giovanni Lilliu即是用挖出的陶器及建築結構判斷出他的年代的。